# Geologie Australiens

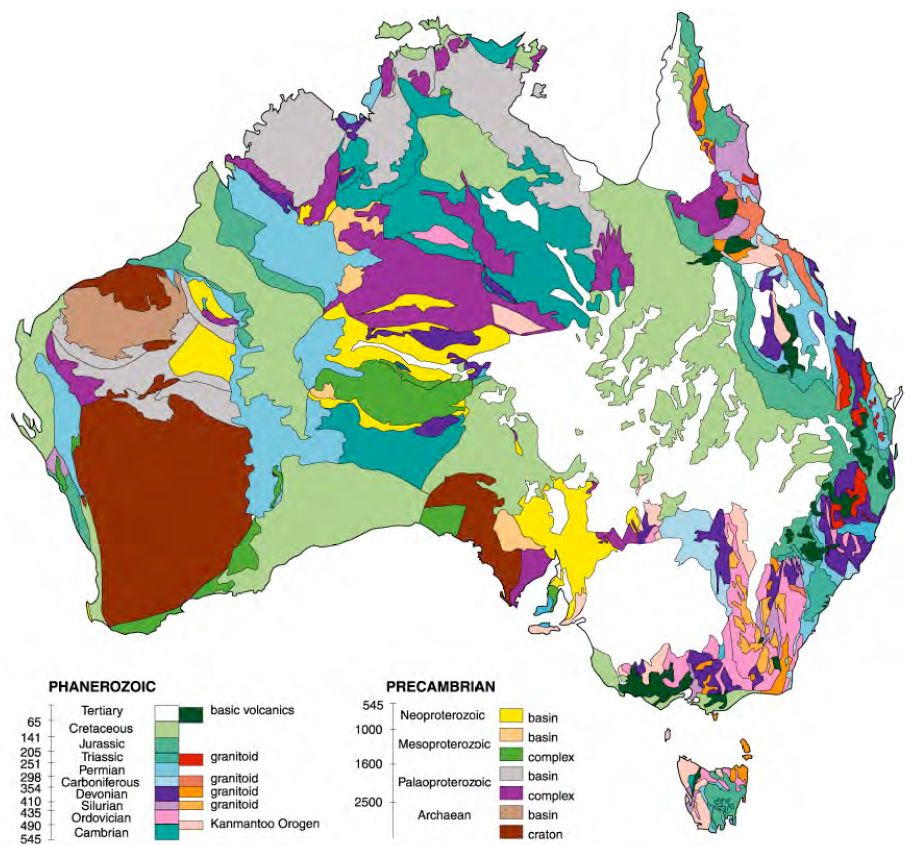
Geologische Übersicht von Australien nach Gesteinsalter

Die Geologie Australiens umfasst mit dem Auftreten nahezu aller bekannten Gesteine sämtlicher geologischer Perioden einen Zeitraum von mehr als 3,8 Mrd. Jahren der Erdgeschichte.

## Geologischer Überblick
Australien kann geologisch in mehrere Hauptregionen unterteilt werden: die archaischen Schilde, die proterozoischen Faltengürtel und Sedimentbecken sowie die phanerozoischen Sedimentbecken mit ihren metamorphen und magmatischen Gesteinen.
Die heutige australische Landmasse besitzt eine dicke Kruste: die Mächtigkeit der Lithosphäre unter Australien beträgt bis zu 150 km, davon sind etwa 70 km kontinentale Kruste. Diese wird vor allem aus archaischen, proterozoischen sowie einigen paläozoischen Graniten und Gneisen aufgebaut. Nur ein dünner Schleier vom phanerozoischen Ablagerungen bedeckt die alten Gesteine des australischen Kratons.
Die Erosion trägt diese Gesteine in einem stetigen Prozess ab und erzeugt durch äolische und fluviatile Vorgänge ausgedehnte Dünensysteme, Salzpfannenablagerungen und Lockergesteine. Eine tiefgreifende Verwitterung führt zur Bildung von mächtigen lateritischen und saprolithischen Bodenprofilen.

## Kratonische Gebiete
Die großen kratonischen Blöcke des australischen Kontinents liegen vor allem im Westen. Dies sind
- der Yilgarn-Kraton aus dem Archaikum,
- der Pilbara-Kraton aus dem Archaikum bis Proterozoikum,
- der Gawler-Kraton und der Willyama-Block, ebenfalls mit archaischem bis proterozoischem Alter.

Diese kratonischen Blöcke werden von mehreren proterozoischen Gebirgsgürteln und Sedimentbecken gesäumt, vor allem
- dem Musgrave-Block aus Granulit-Gneis und magmatischen Gesteinen,
- dem Arunta-Block mit amphibolitfaziell metamorphen Gesteinen und Graniten,
- dem Gascoyne-Komplex, dem Glengarry-Becken und dem Bangemall-Becken, die allesamt zwischen dem Yilgarn-Kraton und dem Arunta-Block eingezwängt sind.

## Plattentektonische Situation

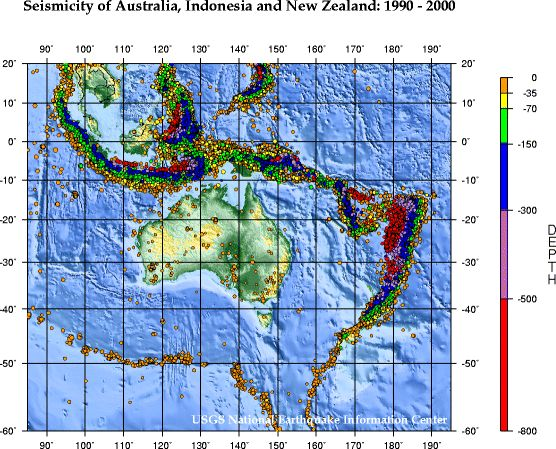
Seismizität von Australien 1990–2000. Deutlich zu sehen ist die relative Ruhe von Australien im Gegensatz zu den umgebenden Plattengrenzen. Quelle: USGS

Der Kontinent Australien liegt auf der Australischen Platte, welche bis auf ihren Nordrand auf allen Seiten von ozeanischer Kruste umgeben ist.
Die Australische Platte war während der Erdgeschichte Teil aller Superkontinente. Für die Forschung bedeutsam wurde vor allem die Beziehung der Australischen Platte zu Gondwana, dem südlichen Teil des Superkontinents Pangaea, denn aus der Übereinstimmung vieler geologischer Baueinheiten und der geologischen Entwicklung in Australien, Afrika, Südamerika und Antarktika hatte Alfred Wegener seine Theorie der Kontinentalverschiebung hergeleitet.
Die Bildung von Australien als eigener Kontinent begann im Perm nach dem Zerfall von Gondwana, indem es sich zusammen mit Antarktika von Afrika und Indien löste. Nach der Trennung von Gondwana vollzog sich die Abspaltung von Antarktika über einen längeren Zeitraum, und Antarktika spaltete sich erst im Jura vollständig von Australien ab. Das anfängliche Rifting begann am Rande des südlichen australischen Beckens und hatte auch die Trennung von Tasmanien von Australien zur Folge.
Heute bewegt sich die Australische Platte mit etwa fünf Zentimetern im Jahr in nördliche Richtung auf Eurasien zu. Ihr Nordrand ist demzufolge bereits in eine Kollision mit dem Sundabogen und Papua-Neuguinea eingetreten, und der äußerste australische Schelf wird unter die Gruppe der Inselbögen subduziert. Spannungen aus dieser noch im Anfangsstadium befindlichen Kontinent–Inselbogen-Kollision bauen sich bereits im Innern von Australien auf, sie äußern sich in Erdbeben und beginnenden Überschiebungen bis in die Flinders Ranges, also weit in den Süden des Kontinents.

## Geologische Geschichte
Die geologische Geschichte überdeckt in weiten Bereichen der australischen Kontinentalmasse außerordentlich große Zeiträume.

### Archaikum
Im Archaikum wurden die drei großen Kratone Australiens gebildet, ihre Geschichte ist sehr kompliziert und nahm lange Zeit in Anspruch. Ausgangs des Archaikums und im frühen Mesoproterozoikum wurden die Kratone in einer Reihe von Gebirgsbildungen (Orogenesen) zwischen 2400 und 1600 mya (million years ago, Millionen Jahre vor heute, gleich 2,4 bis 1,6 Gigajahren, Ga) zu einer zusammenhängenden Landmasse vereinigt. Die Capricorn-Orogenese war unter anderem verantwortlich für die Vereinigung des Yilgarn-Kratons mit dem Pilbara-Kraton zu der Landmasse, die heute Westaustralien bildet. Von dieser Orogenese betroffene Gesteine sind im Bangemall-Becken, im Gascoyne-Komplex und in den Becken von Glengarry, Yerrida und Padbury aufgeschlossen. Die Verbindung zwischen Yilgarn- und Gawler-Kraton ist nicht bekannt, da sie von den jüngeren, proterozoisch-paläozoischen Officer- und Amadeus-Becken überdeckt wird. Möglicherweise sind diese unbekannten proterozoischen Faltengürtel ähnlich ausgebildet wie der Albany-Komplex und im Musgrave-Block im südlichen Westaustralien.

### Paläoproterozoikum

#### Westaustralien
Am Südrand des Pilbara-Kratons lagerten sich im Paläoproterozoikum vor etwa 2,77 bis 2,3 Milliarden Jahren (2,77 – 2,3 Gigajahre, Ga) im Hamersley-Becken mit Fluss- und Meeresablagerungen die letzten Zeugnisse einer von Gebirgsbildungen unbeeinflussten Umgebung zwischen dem Pilbara-Kraton und dem Yilgarn-Kraton ab.
Die Vereinigung der beiden Kratone begann vor etwa 2,2 Milliarden Jahren in der Capricorn-Orogenese. In diesem lange währenden Vereinigungsprozess entstanden mehrere Sedimentbecken: die im Innern der Kratone gebildeten Ashburton- und Blair-Becken (~1,8 Ga), das Edmund- und das Collier-Becken (1,6 bis 1,07 Ga), der nördliche Gascoyne-Komplex (1,84-1,62 Ga), das Glenburgh-Terrane (2-1,78 Ga) und die Errabiddy-Scherzone am Nordwestrand des Yilgarn-Kratons.
Zwischen etwa 2 und 1,8 Ga bildete sich im Verlaufe der Kollision am Nordrand des Yilgarn-Kratons ein Backarc-Becken, das Bryah-Becken, dessen vulkanische Ablagerungen, die Narracoota-Vulkanite, auf ein Alter von 1,89 Ga datiert werden konnten. Die im Osten liegenden Becken (Yerrida- und Eerarheedy-Becken) bildeten sich als Sedimentbecken auf dem passiven Kontinentalrand im Norden des Yilgarn-Kratons. Der Höhepunkt der Kollision der beiden Kratone führte zur Deformation des Bryah- und des Padbury-Beckens im Vorland des Gebirges, ebenso wurde der Westrand des Yerrida-Becken mit einbezogen. Es kam zum Ausfluss von Flutbasalten. Das Eerarheedy-Becken wurde während der etwas jüngeren Yapungku-Orogenese verfaltet, bei der auch die archaisch-proterozoischen Faltengürtel von Nordaustralien zusammengeschweißt wurden.

#### Ostaustralien
Das Paläoproterozoikum im südöstlichen Australien wird vertreten durch die vielfach deformierten, hochmetamorphen Gneisgebiete der Willyama-Supergroup, des Olary-Blocks und des Broken-Hill-Blocks in South Australia und New South Wales. In Nordaustralien tritt das Paläoproterozoikum vor allem im Mount-Isa-Block und komplizierten Falten-und-Überschiebungsgürteln auf. Diese Gesteine legen nicht nur Zeugnis ab von einer intensiven Deformation, sondern auch von einer weit verbreiteten Ablagerung in Grabenbrüchen der kontinentalen Kruste, der Entwicklung von dolomitischen Karbonatplattformen und der Entstehung phosphoritischer Tiefseesedimente.

### Mesoproterozoikum
Mesoproterozoische Gesteine bauen die ältesten Bildungen in Tasmanien auf, sie kommen auf King Island und im Tyennan-Block vor.

### Neoproterozoikum
Im Neoproterozoikum bildete sich der Giles-Komplex, eine Reihe mafischer bis ultramafischer Intrusionen im Musgrave-Block, die auf etwa 1,08 Ga datiert wurden. Weit verbreitet sind auch gleich alte Lagergänge im Bangemall-Becken und im Gebiet von Glenayle sowie in der magmatischen Großregion Warukurna (Warukurna Large Igneous Province).

## Paläozoikum

### Kambrium
Die Stavely-Zone in Victoria bildet ein Terran, das aus boninitischen bis MOR-Basalten besteht, eine Verbindung mit den Boniniten der Vulkanitfolge des Mount Read in Nordtasmanien wird angenommen. In New South Wales und Victoria sind die Adaminaby-Schichten weit verbreitet, die in tiefem Wasser abgelagert wurden. Der Lachlan-Faltengürtel enthält Ophiolith-Folgen, die in das Kambrium eingestuft werden, und die während der ordovizischen Lachlan-Orogenese obduziert wurden.
In Zentralaustralien ereignete sich im Kambrium die Petermann-Orogenese. Von den aufsteigenden Bergketten aus ergoss sich eine mächtige, intrakontinentale Abfolge von fluviatilen Sedimente in das Innere der zentralen australischen Landmasse. Randliche Plattformen und Randbecken auf einem passiven Kontinentalrand in Südaustralien hatten sich im Vorland der Delamerischen Orogenese gebildet. Zu dieser Zeit begann auch in Westaustralien die Bildung von Randbecken und randlichen Plattformen. Einen überregionalen Bezugshorizont in Westaustralien bilden die Flutbasalte des Antrim-Plateaus, die eine Fläche von mehr als 12.000 km² bedecken.

### Ordovizium
Im Ordovizium bildete sich der Lachlan-Faltengürtel während der Lachlan-Orogenese, der eine alpinotype Tektonik aufweist und zur Entstehung der großen Serpentinit-Gürtel des westlichen New South Wales geführt hat. Im Rahmen dieser Orogenese wurden die Flysch- und Molasse-Sedimente angegliedert, die heute in den Schiefergürteln von Victoria und des östlichen New South Wales erhalten sind.
In Victoria wurden im Übergang von Kambrium zum Ordovizium Turbidit-Sedimente des tiefen Wassers abgelagert, nämlich die St. Arnaud-Gruppe und die Castlemaine-Gruppe, die heute in der Stawell- und der Bendigo-Zone aufgeschlossen sind. Im mittleren Ordovizium wurde die Sunbury-Gruppe abgelagert, die heute in der Melbourne-Zone aufgeschlossen ist. Zu gleicher Zeit wurde die Bendoc-Gruppe abgelagert, und der Molong-Vulkanbogen bildete sich, ein aus kalk-alkalischen Magmen entstandener Bogen, der mit der Ablagerung der Turbidite der Kiandra-Gruppe in Beziehung steht.

### Silur
Während des Silurs war der Westen und das Zentrum des australischen Kontinents trockenes Land. Zwischen Geraldton und dem Exmouth-Golf an der äußersten Küste von Westaustralien existierte jedoch ein Sedimentbecken, in dem sich die Ablagerungen von Flüssen sammelten. Bei Kalbarri am Murchison River wurden die Fußabdrücke eines großen Seeskorpions gefunden, der damit eines der ersten Tiere war, die das australische Land betraten. Unter der heutigen Großen Sandwüste befand sich zu dieser Zeit ein Golf, der mit dem offenen Meer verbunden war.
Im Gebiet der Becken von Cowra, Tumut und Hill End wurden Tiefseesedimente abgelagert. Im Osten bestanden vulkanische Bögen: in New England, im Westen von Townsville und Cairns, in New South Wales und Victoria, bei Yass und Molong sowie im Australian Capital Territory. In New South Wales und Victoria kam es darüber hinaus zwischen 435 und 425 mya zur Intrusion von Graniten, denen vor etwa 400 Millionen Jahren der Bega-Batholith nachfolgte. An den Graniten von New South Wales wurde das erste Mal der Unterschied zwischen den I-Typ-Graniten (aus magmatischen Gesteinen erschmolzen, engl. igneous rocks) und S-Typ-Graniten (aus Sedimentgesteinen erschmolzen, engl. sedimentary rocks) festgestellt.

### Devon
Während des Devons herrschte in Australien ein warmes Klima. Der größte Teil von Zentral- und Westaustralien war Land, im Bereich der Großen Sandwüste bestand eine große Meeresbucht, in der Korallenriffe wuchsen. Zwischen dem Norden von Rockhampton bis in den Süden von Grafton bestand der Calliope-Bogen. Aus Flusssanden bildeten sich die Sandsteine, die heute die westaustralischen Bungle Bungle Ranges aufbauen.
In einem Bereich, der heute im Meer vor der Ostküste Australiens liegt, wurde eine Kette vulkanischer Berge erodiert, die Sedimente in ein Becken in Teilen der heutigen Ostküste lieferten. Hier kamen Sand- und Kalksteine zur Ablagerung. In Zentral-New South Wales, in den Snowy Mountains, bei Eden, New England und in der Nähe von Clermont entstanden andesitische und Rhyolithische Vulkanite. Baragwanathia longifolia, eine Pflanze aus der Klasse der Bärlapppflanzen, erschien zu dieser Zeit als erste australische Landpflanze. Das Innere des Kontinents entwässerte ein großes Flusssystem, das bei Parkes nach Osten abfloss.
Die Ostküste wurde um etwa 385 - 380 mya von der Tabberabberan-Orogenese erfasst, die Tasmanien, Victoria und das südliche New South Wales in Ost-West-Richtung zusammendrückte und faltete. Zwischen 377 und 352 mya wurde auch das nördliche New South Wales und Queensland eingeengt.
Bei Mackay und dem westlichen New England bildeten sich der Connors- und der Baldwin-Bogen. Auch im Devon drangen Granite auf.

### Karbon
Im Karbon faltete die Kollision mit Teilen von Südamerika die Eastern Highlands auf, ihre Gegenstücke liegen heute in der Sierras de Córdoba und in Neuseeland. Eine Besonderheit des Karbons sind die Hinweise auf eine damals stattfindende große Eiszeit, die mehr als die Hälfte des australischen Kontinents erfasste. Überreste dieser im späten Karbon und bis ins Perm andauernde Karoo-Eiszeit finden sich nicht nur in Gletschersedimenten, sondern auch in fossilen Gelisol-Bildungen, Bodenbildungen eines arktischen Klimas, die sich heute zum Beispiel im Hunter-River-Becken finden.

## Mesozoikum

### Permo-Trias
Das Perm und die Trias in Australien werden dominiert von den Subduktionszonen der Hunter-Bowen-Orogenese am Ostrand des Kontinents. Während dieser Orogenese wurde ein größerer Inselbogen akkretiert, und es bildete sich ein Backarc-Becken. Der Vorgang zog sich über lange Zeit hin: er begann im späten Karbon und dauerte bis in die Mittlere Trias. Sein Ende wird auf 229 bis 225 mya datiert.
In West- und Zentralaustralien wurden die damals ausgedehnten Bergketten wie die Petermann Ranges durch die permokarbonische Vereisung abgetragen, so dass mächtige marine bis fluviatile glaziale Tillite entstanden, und fossilreiche Kalksteine und ausgedehnte Plattformsedimente bildeten sich. Das Rifting der Australischen Platte von Indien und Afrika begann im Perm, es löste die Bildung eines lange bestehenden Riftbeckens aus, des Perth-Beckens. In der Swan-Küstenebene (Swan Coastal Plain) und bei Pilbara entstand Erdöl während dieses Riftings, möglicherweise in einem an Sauerstoff verarmten Grabenbruchbecken, das mit dem heutigen Tanganjikasee verglichen werden kann.

### Jura
Im Westen Australiens bestand während des Jura eine teilweise in Dschungel übergehende tropische Savanne. Dies bezeugt die tiefreichende tropische Verwitterung des Regoliths im Yilgarn-Kraton, die heute noch zu erkennen ist. Im Jura löste sich Australien von Antarktika, und es kam zur Bildung der Becken von Gippsland, Bass und Otway in Victoria sowie der Schelf-Becken vor der Küste von Süd- und Westaustralien. In all diesen Becken bestehen heute große Vorkommen von Erdöl und Erdgas. Kohle wurde in Sedimentbecken des nördlichen Zentral-Queensland gebildet, und die Ablagerungen eines flachen Epikontinentalmeeres bedeckten den größten Teil von Zentralaustralien. Senkung des passiven Kontinentalrands und Meeres-Transgressionen erfassten das Perth-Becken. In das Becken wurden vom Land her Sedimente geschüttet, darunter die jurassischen Cattamarra-Kohleschichten.

### Kreide
Das im Jura begonnene Auseinanderdriften von Australien und Antarktika setzte sich auch in der Kreide fort, und im Meer bildete sich ein voll entwickelter mittelozeanischer Rücken als Spreizungsachse aus. Auch Tasmanien löste sich in diesem Prozess von Australien.  Die Seitenverschiebungen zwischen Antarktika und Australien während der Kreide führten zur Bildung der Stirling Range. Dies waren die letzten gebirgsbildenden Vorgänge in Australien.
Kreidezeitlicher Vulkanismus vor der Küste von Queensland zeugt von einer kurzen Episode, in der ein Inselbogen gebildet wurde (heute zum Beispiel in den Whitsunday Islands überliefert). Diesem folgte die Entwicklung einer Karbonatplattform, die Bildung von Sedimentbecken auf einem passiven Kontinentalrand und Vulkanismus im ansonsten ruhigen Hunter-Bowen-Gebirgsgürtel. Verstreute Zeugnisse von Vulkanismus finden sich in der Form von vulkanischen Stöcken auch am Rand des Great Artesian Basin.
Kreidezeitliche Ablagerungen sind weiter aus dem Suratbecken bekannt, und im Perth-Becken setzte sich die Sedimentation fort.

## Känozoikum

### Tertiär und Quartär
Im Tertiär fanden fast alle tektonischen Vorgänge in Australien ihr Ende. Einige wenige Beispiele für kontinentalen Vulkanismus finden sich etwa in den Glasshouse Mountains in Queensland. Hier bilden kleine vulkanische Stöcke eine Reihe von Vulkangebäuden, deren Alter von Norden nach Süden abnimmt, um in den quartären, etwa 10.000 Jahre alten Maaren und Basaltergüssen der Newer Volcanics Province von Victoria zu enden.

### Geologie von Australien
- Onshore Energy and Minerals. Geoscience Australia, Portalseite zu Australiens Geologie
- Mines and Mineral Deposits. Geoscience Australia, Geologische Übersichtskarte. PDF-Datei; 1,3 MB
- Douglas W. Steinshouer, Jin Qiang, Peter J. McCabe und Robert T. Ryder: Maps Showing Geology, Oil and Gas Fields, and Geologic Provinces of the Asia Pacific Region. USGS Open-File Report 97-470F. Kartenset über die Geologie der asiatischen Pazifikregion. Plate 3: Australia and New Zealand

### Geologie der Bundesstaaten
- Discover Geology. Department of Mines and Petroleum, Regierung des Bundesstaates Western Australia.
- Geology of the Northern Territory. Department of Resources-Minerals and Energy, Regierung des Bundesstaates Northern Territory
- Geology & Mineral Resources. Primary Industries and Resources, Regierung des Bundesstaates South Australia
- Geology of Queensland. Geological Survey of Queensland, Department of Mines and Energy, Regierung des Bundesstaates Queensland
- Overview of NSW geology. Department of Primary Industries, Regierung des Bundesstaates New South Wales
- Victoria's Geology. Department of Primary Industries, Regierung des Bundesstaates Victoria. Übersicht über die Geologie von Victoria
- The geology and mineral deposits of Tasmania: a summary. Department of Infrastructure, Energy and Resources, Regierung des Bundesstaates Tasmanien (PDF-Datei; 13,3 MB)